# 雅克 (上比利牛斯省)
雅克（法語：Jacque，法語發音：[ʒak] ⓘ）是法国上比利牛斯省的一个市镇，位于该省北部，属于塔布区。

## 地理
雅克（43°19'11"N, 0°12'51"E）面积1.87 平方千米，位于法国奧克西塔尼大區上比利牛斯省，该省份为法国西南部内陆省份，北至热尔省，西接大西洋比利牛斯省，南与西班牙接壤，东临上加龙省。
与雅克接壤的市镇（或旧市镇、城区）包括：拉梅阿克、布伊-佩勒伊、谢勒德巴、马尔塞扬、佩兰。
雅克的时区为UTC+01:00、UTC+02:00（夏令时）。

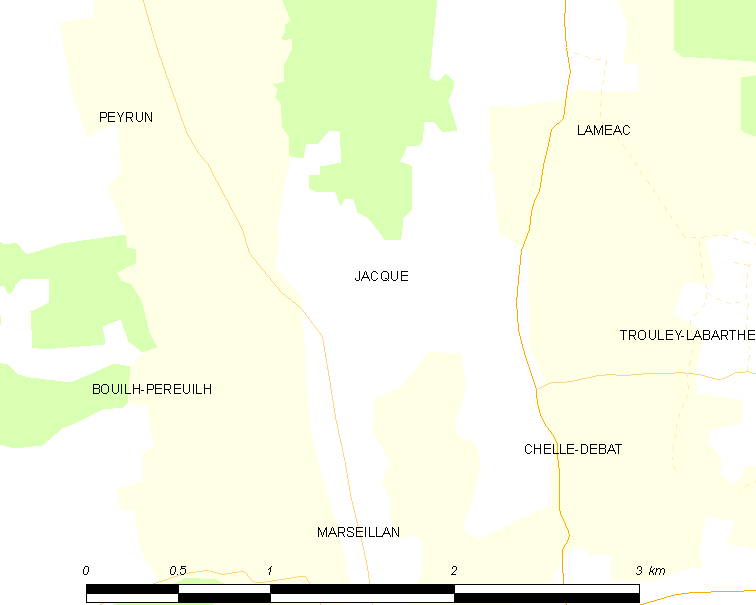
雅克的OSM定位图

## 行政
雅克的邮政编码为65350，INSEE市镇编码为65232。

## 政治
雅克所属的省级选区为山丘县。

## 人口

1962-2008年间雅克人口变化图示

雅克于2022年1月1日时的人口数量为67人。